# ثقافة أيرلندا

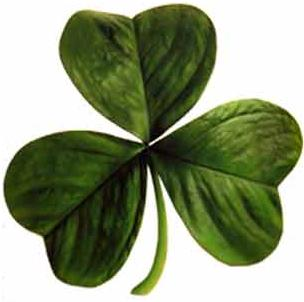

تشمل ثقافة أيرلندا اللغة والأدب والموسيقى والفن والفولكلور والمطبخ والرياضة المرتبطة بأيرلندا والشعب الأيرلندي. في خلال غالبية تاريخها المسجل، كانت الثقافة الأيرلندية فيلية في الاساس، كما تأثرت بالثقافة الأنجلو نورماندية والإنجليزية والاسكتلندية. غزا الإنجليز النورمانديون أيرلندا في القرن الثاني عشر، كما شهد غزو أيرلندا واستعمارها في القرنين السادس عشر والسابع عشر ظهور الإنجليز الأيرلنديين والاسكتلنديين الأيرلنديين.
يمكننا أن نجد اليوم اختلافات ثقافية ملحوظة بين ذوي الخلفية الكاثوليكية والبروتستانتية، كما بين المسافرين والسكان المستقرين. بسبب الهجرة واسعة النطاق من أيرلندا، تنتشر الثقافة الأيرلندية في جميع أنحاء العالم ويُحتفل بمناسبات مثل عيد القديس باتريك وعيد الهالوين في جميع أنحاء العالم. ورّث الانتشار الأيرلندي الثقافة الأيرلندية وأثر عليها بشكل بير، وقد انعكس هذا التأثير على الثقافة ف الوطن الأم. على الرغم من وجود العديد من الجوانب الفريدة للثقافة الأيرلندية، إلا أنها تشترك في سمات جوهرية مع الثقافة الموجودة في بريطانيا والدول الأخرى الناطقة باللغة الإنجليزية، كما الدول الأوروبية الأخرى ذات الغالبية الكاثوليكية والدول السلتية الأخرى.
من المنظور الأوروبي الأوسع، عُثر على العديد من جوانب الثقافة الأيرلندية بشكل شائع في أوروبا، لكنها تلاشت في مكان آخر عندما دُوّنت العلامات الثقافية في القرنين الثامن عشر والتاسع عشر الميلادي. الدليل على ذلك هو أن الرقصات مثل الجيغ، والآلات الموسيقية مثل مزمار القربة، والتحدث بلغة سلتية أو حتى تخمير البيرة، قد أُدخلت إلى أيرلندا من أجزاء أخرى في أوروبا، وأصبح يُنظر إليها على أنها أيرلندية لأنها نجت هناك. استمر استخدام قانون بريون في القرن السادس عشر بعد فترة طويلة من إنهاء الإمبراطورية الرومانية استخدام الأنظمة المماثلة. كل هذه الامور تجعل من الثقافة الأيرلندية مهمة لمن يدرسون الثقافات الأوروبية السابقة.

## الزراعة والثقافة الريفية
كما توضح الأدلة الأثرية من مواقع مثل «سيدي فيلدز» في مقاطعة «مايو» وموغ غور في مقاطعة ليمريك، يعود النشاط الزراعي في أيرلندا إلى العصر الحجري الحديث، منذ حوالي 6000 عام. قبل ذلك، كان المستوطنون الأوائل لجزيرة أيرلندا بعد العصر الجليدي الأخير موجة جديدة من رجال الكهوف والعصر الحجري. في العصور التاريخية، تظهر نصوص مثل «تاين بو كوالينج» مجتمعًا تمثّل فيه الأبقار مصدرًا أساسيًا للثروة والمكانة الاجتماعية. استمر هذا الوضع حتى غزا النورمانديون أيرندا ف خلال القرن الثاني عشر. صور جيرالدوس كامبرينسيس مجتمعًا غاليًا كانت فيه تربية الماشية والترحال القاعدة والعرف.

### المدن والقرى والمقاطعات
استبدل النورمانديون إدارة العشائر التقليدية للأراضي (قانون بريون) بنظام مانور لحيازة الأراضي والتنظيم الاجتماعي. أدى ذلك إلى فرض تنظيم القرية والأبرشية والمقاطعة على النظام الأصلي للمدن. كانت الرعية وحدة مدنية ودينية يقع في مركزها قصر وقرية وكنيسة. ضمت كل أبرشية أرضًا أو أكثر من أراضي البلدات الموجودة ضمن حدودها. مع الامتداد التدريجي للنظام الإقطاعي الإنجليزي في الجزيرة، ظهر هيكل المقاطعة الأيرلندية واكتمل في عام 1610.
لا تزال هذه الهياكل ذات أهمية حيوية في الحياة اليومية للمجتمعات الأيرلندية. بصرف النظر عن الأهمية الدينية للرعية، تتكون معظم العناوين البريدية الريفية من أسماء منازل وأراضي. تعد القرية والأبرشية نقاط محورية رئيسية تُنظم حولها المنافسات الرياضية وغيرها من تجليات الهوية المحلية ما يعطي معظم الناس إحساسًا قويًا بالولاء لمقاطعتهم الأصلية، وهو ولاء غالبًا ما يكون أوضح تعبير عنه جليًا في المجال الرياضي.

### امتلاك الأراضي وجشع امتلاكها
مع الغزو الإنجليزي الإليزابيثي، وفتح كرومويل لأيرلندا، وانتشار المزارع المنظمة التي أقامها المستوطنون الإنجليز والاسكتلنديون، تغيرت أنماط ملكية الأراضي في أيرلندا بشكل كبير. تلاشى النظام القديم المتمثل في الترحل وتربية الماشية في المراعي المفتوحة لتحل مكانه هيكلية من القارات كبيرة المساحة، وصغار المزارعين المستأجرين الذين بالكاد يمتلكون عقود إيجار ما يعملون عليه، ومجموعة من العمال المعدمين الذين لا يمتلكون شيئًا. استمر هذا الوضع حتى نهاية القرن التاسع عشر، عندما بدأ تحريض عصبة الأرض مطالبين بتحقيق الإصلاح الزراعي. نتيجة لعملية الإصلاح تلك، أصبح المستأجرون والعمال السابقون مالكين للأراضي، فقُسّمت العقارات الكبرى إلى مزارع صغيرة ومتوسطة الحجم وإلى حيازات صغيرة. استمرت العملية بشكل جيد في القرن العشرين في ظل عمل لجنة الأراضي الأيرلندية. يتناقض هذا الواقع مع نظيره الموجود في بريطانيا، حيث تُركت العديد من العقارات الكبرى كما هي. إحدى نتائج ذلك انتشار الظاهرة الثقافية المعروفة باسم «جشع الأرض» بين الطبقة الجديدة من المزارعين الأيرلنديين. يعني هذا الأمر أن الأسر الزراعية ستفعل أي شيء للاحتفاظ بملكية الأرض داخل وحدة الأسرة، مع السعي الدائم للحصول على أراضٍ إضافية.

## الأعياد والاحتفالات
لا تزال غالبية التقويم الأيرلندي اليوم تعكس العادات الوثنية القديمة، كما كان للتقاليد المسيحية اللاحقة تأثيرات كبيرة. ينطوي عيد الميلاد في أيرلندا على العديد من التقاليد المحلية، حتى أن بعضها لا يرتبط بالمسيحية إطلاقًا. في 26 ديسمبر من كل عام (عيد القديس ستيفن)، هناك عادة منتشرة في أيرلندا، إذ يجول عدد من الصبية على المنازل في تمثيل لطائرة نمنمة ميت ويغنون الأغاني.
يوم القديس باتريك هو العيد الوطني في جمهورية أيرلندا وأيرلندا الشمالية، ويصادف يوم 17 من شهر مارس، ويتميز بالعروض والمهرجانات في المدن والبلدات في جميع أنحاء جزيرة أيرلندا، ولدى الشتات الأيرلندي في جميع أنحاء العالم. يحتفل العيد بذكرى القديس باتريك، شفيع أيرلندا. تنسب الأسطورة إلى باتريك الفضل في طرد الثعابين من الجزيرة، كما تنسب إليه الفضل بتعليم الأيرلنديين حول مفهوم الثالوث عبر إبراز النفل للناس، وهو برسيم يتكون من 3 أوراق، مستخدمًا إياه لتصوير الكينونات الثلاث المقدسة المجتمعة في إله واحد.
يحتفل المواطنون في أيرلندا الشمالية يوم الثاني عشر من يوليو من كل عام بذكرى انتصار ويليام الثالث في معركة بوين، ويعتبر بالتالي هذا اليوم عطلة رسمية. يحتفل البروتستانت الأيرلنديون بالعطلة، والذين تعيش غالبيتهم العظمى في أيرلندا الشمالية، وتتميز احتفالاتهم بالعديد من المسيرات التي تنظمها النقابة البرتقالية والتي تقام في جميع أنحاء أيرلندا الشمالية. تتضمن هذه المسيرات رفع رايات ملونة وتشغيل موسيقى وأغاني تقليدية يؤديها جمع من العازفين على آلات النفخ التقليدية.
ليس ليوم بريجيد الذي يصادف في الأول من فبراير في كل عام، والمعروف باسم إيمبولك أو كادليماس، أي أصول في التقاليد والعادات المسيحية، إنما هو احتفال تفرضه بداية فصل الربيع. يمثل صليب بريجيد المصنوع من النبات دولابًا شمسيًا من فترة ما قبل المسيحية.
من المهرجانات الأخرى التي كانت موجودة قبل المسيحية، والتي ظلت أسماؤها المعتمدة ذاتها أسماء الأشهر الأيرلندية، نجد بيلتاين أو ماية، لوناسا أو أغسطس وسامهاين أو نوفمبر. لا يزال الأيرلنديون يحتفلون بعيد سامهاين أنه نفسه عيد الهالوين الذي يُتفى به في جميع أنحاء العالم، بما في ذلك في الولايات المتحدة يليه عيد جميع القديسين، وهو عيد مسيحي آخر مرتبط بالعيد التقليدي. تشمل عطلات الكنيسة المهمة عيد الفصح والعديد من الاحتفالات المريمية.

## اللغة
تُعد الأيرلندية والإنجليزية أكثر اللغات شيوعًا في أيرلندا. اللغة الإنجليزية هي اللغة الأكثر استخدامًا في الجزيرة بأكملها، بينما تُستخدم اللغة الأيرلندية كلغة أولى من قبل أقلية صغيرة، تقيم في المقام الأول، ولكن ليس حصريًا، في المناطق المعروفة باسم «غايلتخت» (Gaeltacht) التي تحددها الحكومة في جمهورية أيرلندا. تُظهر بيانات تعداد عام 2011 أن 40.6% من سكان جمهورية أيرلندا يمتلكون قدرًا من المهارة في التحدث باللغة الأيرلندية كلغة ثانية.
تنص المادة 8 من دستور جمهورية أيرلندا على أن اللغة الأيرلندية هي اللغة الوطنية والرسمية الأولى للدولة وتُعتبر اللغة الإنجليزية اللغة الرسمية الثانية للدولة. تأثرت لهجة الإنجليزية المستخدمة في معظم أنحاء جمهورية أيرلندا، والمعروفة باسم «الإنجليزية الأيرلندية» (Hiberno-English)، بشكل كبير باللغة الأيرلندية.
في أيرلندا الشمالية، تُعتبر الإنجليزية اللغة الرسمية بحكم الأمر الواقع، وتُستخدم لهجة «الإنجليزية الألسترية» (Ulster English) على نطاق واسع في عام 2022، حصلت اللغة الأيرلندية على مكانة اللغة الرسمية في أيرلندا الشمالية بموجب «قانون الهوية واللغة (أيرلندا الشمالية)»، كما مُنحت اللغة الألسترية-الاسكتلندية (Ulster Scots) صفة اللغة الأقلية. بالإضافة إلى ذلك، تحظى هذه اللغات باعتراف ضمن «الميثاق الأوروبي للغات الإقليمية أو لغات الأقليات»، حيث أشار 8.1% من السكان إلى امتلاكهم قدرة معينة في اللغة الألسترية-الاسكتلندية، و10.7% في اللغة الأيرلندية.
تختلف اللهجة والنطق في أيرلندا الشمالية بوضوح عن نظيرتها في جمهورية أيرلندا، وذلك بسبب تأثرها باللغة الألسترية-الاسكتلندية وقرب أيرلندا الشمالية من اسكتلندا.
تُستخدم أيضًا عدة لغات أخرى في الجزيرة، من بينها «شيلتا» (Shelta)، وهي مزيج من الأيرلندية والرومانية والإنجليزية، ويتحدث بها على نطاق واسع مجتمع المسافرين الأيرلنديين. تم تطوير لغتين للإشارة في الجزيرة، وهما: «لغة الإشارة الأيرلندية» و«لغة الإشارة الأيرلندية الشمالية»، ولكل منهما أُسس مختلفة.
دخلت لغات أخرى إلى أيرلندا مع المهاجرين — مثلًا، تُعد اللغة البولندية الآن ثاني أكثر اللغات استخدامًا في أيرلندا بعد الإنجليزية، وتأتي الأيرلندية في المرتبة الثالثة من حيث الانتشار.